# Nereo López

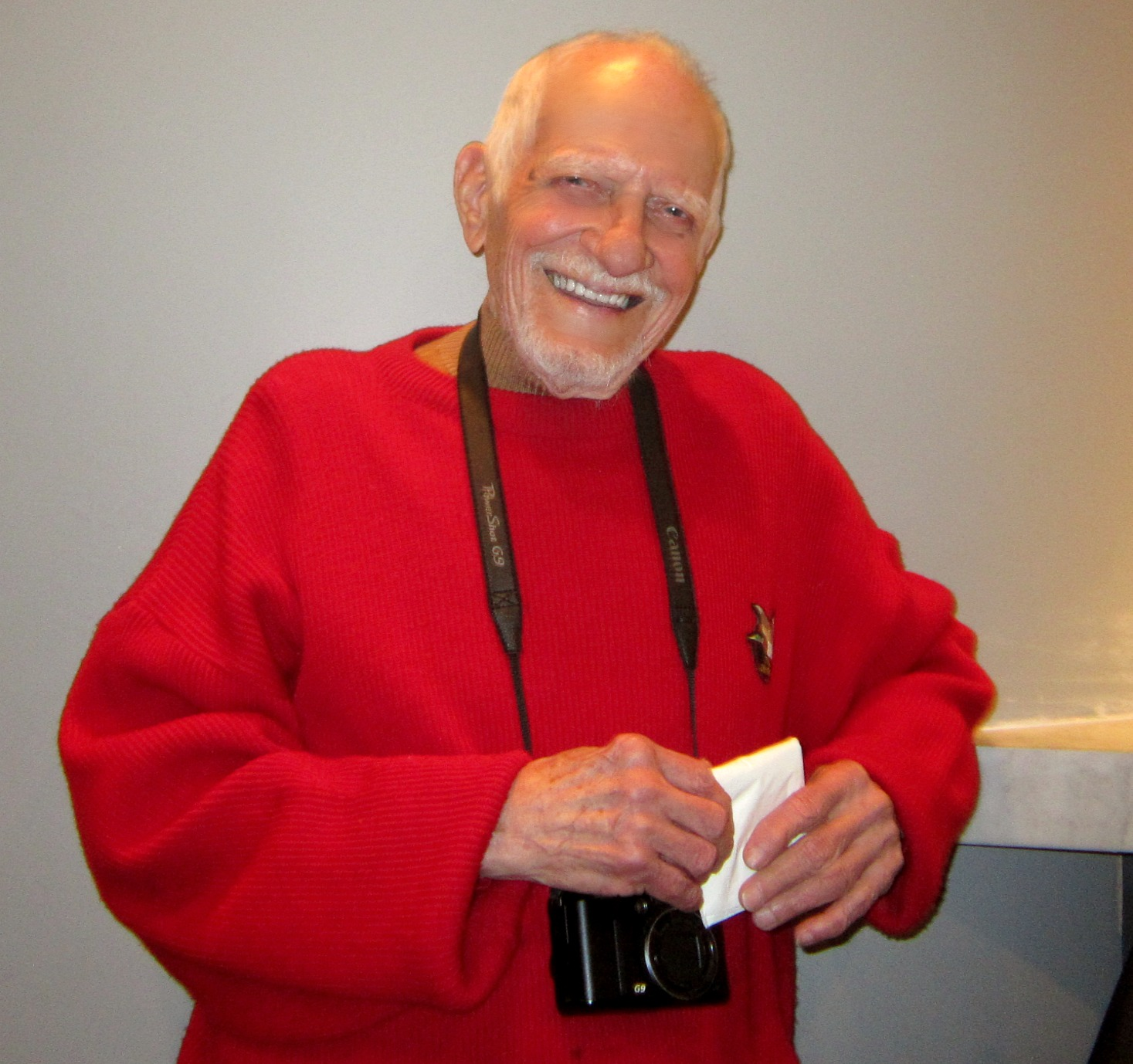
Nereo López Meza, 2014

Nereo López Meza (1. září 1920 Cartagena – 25. srpna 2015 New York) byl kolumbijský dokumentární fotograf. Ve své rodné Kolumbii je považován za průkopníka žánru. Byl členem „grupo de Barranquilla “, volného sdružení spisovatelů, umělců a intelektuálů, mezi které patřili mimo jiné Álvaro Cepeda Zamudio, Gabriel García Márquez, Alejandro Obregón, Rafael Escalona nebo Julio Mario Santo Domingo. Za kariéru trvající mnoho desetiletí pořídil více než 100 000 fotografií. Jeho práce upozornila na komunity žijící v údolí a horských pásmech Kolumbie.

## Životopis
Narodil se v Cartagena de Indias a žil v New Yorku, kde většinu svého života pracoval. Byl fotografem jmenovaným národní vládou při předávání Nobelovy ceny v roce 1982 kolumbijskému spisovateli Gabrielu García Márquezovi a také doprovodným fotografem papeže Pavla VI. při jeho návštěvě Kolumbie v roce 1968. Byl součástí skupiny přátel kolem spisovatelů a umělců, jako jsou Gabriel García Márquez, Alejandro Obregón, Álvaro Cepeda Samudio, Germán Vargas, Alfonso Fuenmayor, Rafael Escalona a mnoho dalších, známých pod jménem Grupo de Barranquilla v baru La Cueva. Několik let byl fotoreportérem v redakci El Espectador, El Tiempo, Revista Cromos, O Cruzeiro de Brasil a dalších národních i zahraničních médií. Jeho rozsáhlé dílo bylo součástí v mnoha časopisech, encyklopediích, katalozích, almanaších, knihách a webových stránkách a ilustruje široké panorama kolumbijské historie na snímcích, které již patří ke kulturnímu dědictví země.

## Ceny a ocenění
- 1963, první světová cena Kodak NY, s fotografií „Balcones de Cartagena“
- 1967, druhá cena ve španělské televizní soutěži dokumentárních filmů s "La Corraleja", ve společnosti Julio Luzardo, Madrid
- 1968, oficiální fotograf, papežská návštěva Pavla VI. v Kolumbii
- 1982, oficiální fotograf udílení Nobelovy ceny Gabrielu Garcíovi Márquezovi ve Stockholmu[4] 
- 1993, Silver Atenea, uznání od "Asfoto", sdružení kolumbijských fotografů
- 1996, pozván jako regent předsedy Kalifornské univerzity, Santa Cruz, Spojené státy americké
- 1997, čestná medaile od ministerstva kultury Kolumbie
- 2000, Řád kříže Boyacá, prezident Andrés Pastrana
- 2002, Národní cena za život a dílo, Ministerstvo kultury
- 2003 Čestný host 2. mezinárodního kongresu latinských umělců a spisovatelů, Rey Juan Carlos Center, New York University

## Výstavy
- 1963, "Hijos de la tierra", Cali, Kolumbie, Tercer Festival de Arte.
- 1964, "El hombre de cada día", Museo de Arte Moderno de Bogotá
- 1967, "Y mañana qué", Museo Nacional de Bogotá
- 1968, "Colombia, un país de América", Národní knihovna České republiky
- 1969, "The exhibit, Him, "ÉL", México
- 1970, "Arte contemporáneo de América", Feria de Madrid
- 1970, "Colombia en América", Moscú
- 1973, "El Círculo es una figura estética", Galería 19 de Bogotá y Centro Colombo Americano, Medellín
- 1975, "Futuro", Galería Banco de la República, Bogotá
- 1978, "Retrospectiva", Museo La Tertulia, Cali
- "Herederos del mañana", Galería Círculo de lectores
- 1985, "Transfografías, alma de la imagen", Centro Colombo Americano, Bogotá
- 1990, "Colombia, qué linda eres", fascículos de Educar, Kolumbie
- 1993, "Caminos de hierro", exposición colectiva, Fundación Española de Transporte por Ferrocarril
- 1999, "Del blanco y negro al color", Galería Alianza Colombo Francesa, Bogotá
- 2000, "Nereo, testigo de su momento", retrospectiva, Bogotá
- 2005, "Al son de la tierra", Ministerio de Cultura, Bogotá
- 2005, "Rojo más Rojo = Rojo", Museo Rayo, Roldanillo, Kolumbie
- 2006, "Dos estilos, una imagen", Consulado de Kolumbie, Nueva York

## Publikace
- 1964, "El libro de los oficios infantiles", text: Jaime Paredes Pardo, Ediciones Tercer Mundo, Bogotá.
- 1965, "Los que esperan y su imagen", text: Jaime Paredes Pardo, Ediciones Tercer Mundo, Bogotá.
- 1966, "Colombia: historias y estampas", text: Jaime Paredes Pardo, Ediciones Tercer Mundo, Bogotá.
- 1966, "Cali, ciudad de América", text: Alfonso Bonilla Aragón, Carvajal Editores, Cali.
- 1979, "Herederos del mañana", text: Germán Arciniegas, Círculo de Lectores, Bogotá.
- 1983, "Aracataca-Estocolmo. Premio Nobel a García Márquez", fotografía Nereo López y Hernando Guerrero, text několika autorů. Kolumbijský kulturní institut, Bogotá.
- 1998, "Nereo.Homenaje Nacional de Fotografía", text: Manuel Zapata Olivella, Ministerio de Cultura, Bogotá.
- 2002, "La Cueva. Crónicas del Grupo de Barranquilla", text: Heriberto Fiorillo, fotografie: Nereo López a další, Planeta, Bogotá.
- 2003, "Nereo López, testigo de su tiempo", text: Eduardo Márceles Daconte, Premio Nacional Vida a Obra 2002, Ministerio de Cultura, Bogotá.
- 2009, "Nereo: Imágenes de medio siglo/Nereo: Images fron Half a Century", dvojjazyčné vydání, Nueva York, Editorial Campana, ISBN 9780972561198
- 2011, "Nereo López. Un contador de historias", text: Santiago Rueda Fajardo a César Peña, La Silueta, Bogotá.
- 2015, "Nereo. Saber ver / Nereo. Knowing how to look", dvojjazyčné vydání, text: Eduardo Serrano a J. A. Carbonell, Editorial Maremágnum, Bogotá.